# Antonio Dias (Künstler)
Antonio Manuel Lima Dias (* 22. Februar 1944 in Campina Grande im Bundesstaat Paraíba; † 1. August 2018 in Rio de Janeiro) war ein brasilianischer bildender Künstler.

## Leben und Werk
Antonio Dias studierte bei Osvaldo Goeldi (1895–1961) an der Escola Nacional de Belas Artes in Rio de Janeiro. Nach dem Putsch 1964, auf den die Militärdiktatur folgte, ging Dias 1965 nach Paris, 1968 nach Mailand und 1972 mit einem Guggenheim-Stipendium nach New York. 1977 reist er nach Nepal und Indien. 1988 ermöglichte ihm das Berliner Künstlerprogramm des DAAD einen Aufenthalt in Berlin. Im Jahr 1992 wurde Antonio Dias Professor an der Internationalen Sommerakademie für Bildende Kunst Salzburg und 1993 an der Staatlichen Akademie der Bildenden Künste in Karlsruhe.
Anfangs auf dem Gebiet Multimedia mit Video, Installation, Objektkunst und LP tätig, widmete sich Antonio Dias seit den 1980er Jahren der Malerei.
Er verstarb am 1. August 2018 an den Folgen seiner Hirntumorerkrankung.

## Ausstellungen (Auswahl)

### Einzelausstellungen
- 1988: Antonio Dias: Arbeiten auf Papier, 1977–1987, Staatliche Kunsthalle Berlin
- 2010: Antonio Dias – Anywhere Is My Land, Daros Latinamerica, Zürich, und Pinacoteca do Estado, São Paulo[5]

### Gruppenausstellungen
- 1980: 39. Biennale di Venezia, Venedig
- 1982: 16. Biennale von São Paulo, São Paulo
- 1986: Prospect ´86, Frankfurter Kunstverein, Frankfurt
- 1987: documenta 8, Kassel, Audiothek, zu hören in Welt aus Sprache: Akustische Poesie[6]

### Sammlungen
Die Werke von Antonio Dias sind Teil internationaler Sammlungen, zu nennen sind: Museum of Modern Art, New York, Museum Ludwig, Köln, Daros Latinamerica Collection, Zürich, Museum of Modern and Contemporary Art, Rijeka, Städtische Galerie im Lenbachhaus, München, Museu de Arte Moderna do Rio de Janeiro und Museu de Arte Contemporânea da Universidade de São Paulo (MAC-USP), São Paulo.